# Sikorski (herb szlachecki)

Herb Sikorski I

Sikorski I (Cietrzew odmienny) – kaszubski herb szlachecki, odmiana herbu Cietrzew.

## Opis herbu
Opis z wykorzystaniem zasad blazonowania, zaproponowanych przez Alfreda Znamierowskiego:
W polu czerwonym cietrzew czarny na trójwzgórzu zielonym. Klejnot: nad hełmem w koronie półksiężyc złoty z dwiema takimiż gwiazdami w pas między rogami. Labry czerwone, podbite srebrem.

## Najwcześniejsze wzmianki
Herb przytoczony w herbarzu Siebmachera oraz Ostrowskiego (Księga herbowa rodów polskich).

## Herbowni
Sikorski (Schikorski, Sicorsky, Sikorsky, Sykorski, Sykorsky).
Sikorscy z Kaszub znani głównie byli z herbem Cietrzew. Z takim też herbem wylegitymowali się w Królestwie Polskim. Herb Sikorski I to wariant herbu Cietrzew, jaki zamieścił u siebie Siebmacher, a powtórzył Ostrowski. Istniały też inne herby przypisywane tej rodzinie, powstałe, jak się zdaje, jako herby mówiące: Sikorski II, Sikorski III, Sikorski IV i Sikorski V.